# Карасайский район
Караса́йский райо́н (каз. Қарасай ауданы) (ранее Каскеленский район) — административная единица на юге Алматинской области Казахстана. Административный центр — город Каскелен.

## География
Район расположен в юго-западной части Алматинской области. Территорию района занимает предгорья Заилийского Алатау и равнинную часть Копа-Илийской впадины. На территории района находится часть Иле-Алатауского государственного национального парка площадью 80,5 тыс. га (из 199,7 тыс. га общей площади парка). Площадь территории составляет 2,0 тыс. кв. км, где дислоцированы 1 город и 47 населенных пунктов. Численность населения района по состоянию на 1 января 2024 года составляет 338,0 тыс. человек. Население представлено из 35 национальностями и народностями. Районным центром является город Каскелен население, которого составляет 84,2 тыс. человек. Город Каскелен является административным и культурным центром Карасайского района. В городе размещены административные государственные учреждения, торгово-развлекательные, бизнес-центры, рынки, спортивные объекты (центральный стадион, детско-юношеская спортивная школа), общеобразовательные школы, высшие и средние, специальные учебные заведения, учреждения здравоохранения, краеведческий музей. На территории района расположена часть Иле-Алатауского государственного национального природного парка. Для предгорных районов характерна степная растительность, с подъемом в горы лиственные леса сменяются хвойными, которые переходят в альпийские луга. Карасайский район относится к регионам аграрно-промышленной направленности, в силу своей близости расположения административному мегаполису города Алматы развита сельскохозяйственное производства: овощеводство, мясомолочное скотоводство и производство яиц.
Наивысшая точка района — гора Айдатау.
Климат района резко континентальный. Средняя температура января составляет −6…−9 °C, июля +22…+24 °C. Годовое количество осадков — 300—500 мм, в горах — до 1000 мм.
По территории района протекают реки Каскелен, Шамалган, Аксай, проходит Большой Алматинский канал.
Почвы серозёмные, горно-каштановые, горно-чернозёмные. Имеются полезные ископаемые: Аксайское и Первомайское месторождения песка и гравия, Каскеленское месторождение известкового камня и мрамора.
На территории района растут полынь, типчак, чий, таволга, дикая яблоня, урюк, ель, сосна. Из млекопитающих обитают волк, лисица, заяц, сурок, архар, марал. Водятся фазан, утка, гусь.

## История
Район был образован 17 января 1928 года (утверждено ВЦИК 3 сентября 1928 года) в Алма-Атинском округе из части Илийского района. Его первоначальным названием было Ленинский, 17 июля 1928 года сменённое на Калининский. 6 января 1931 года центр Калининского района перенесли из с. Талгар в с. Каскелен. 25 февраля 1933 года центр Калининского района перенесли из с. Каскелен в ст. Ленинская. 16 ноября 1933 года Калининский район был расформирован с передачей территории в Илийский и Энбекши-Казахский районы. 9 января 1935 года в Алма-Атинской области был образован Каскеленский район (утверждено ВЦИК 31 января 1935 года).
5 октября 1957 года к Каскеленскому району была присоединена часть территории упразднённого Алма-Атинского района.
29 апреля 1998 года в черту города Алма-Ата было передано 2562 га земель Каскеленского района.
3 сентября 1998 года указом президента Казахстана Н. А. Назарбаева Каскеленский район был переименован в Карасайский район.
2 апреля 2001 года в черту города Алма-Ата было передано 158,4 га земель Карасайского района.
21 декабря 2002 года в черту города Алма-Ата было передано 1075,5 га земель Карасайского района.
12 мая 2011 года в черту города Алма-Ата было передано 823,82 га земель Карасайского района.
21 сентября 2012 года в черту города Алма-Ата было передано 8 360,52 га земель Карасайского района.
16 апреля 2014 года в черту города Алма-Ата было передано 16 069,7 га земель Карасайского района.

## Население
По состоянию на 1 января 2024 года общая численность населения района составляет 337 990 человек, из них 84 199 человек город Каскелен, 253791 человек сельские население

## Административное деление
| Название административно- территориальной единицы | Административный центр | Территория км² | Количество населённых пунктов | Численность населения тыс. чел. | Плотность населения чел./км² |
| ------------------------------------------------- | ---------------------- | -------------- | ----------------------------- | ------------------------------- | ---------------------------- |
| Айтейский сельский округ                          | с. Айтей               | 71,2           | 5                             | 13,6                            | 191,0                        |
| Ельтайский сельский округ                         | с. Береке              | 168,8          | 9                             | 16,2                            | 96,0                         |
| Жамбылский сельский округ                         | с. Жамбыл              | 56,7           | 4                             | 16,8                            | 296,3                        |
| Жандосовский сельский округ                       | с. Жандосово           | 111,0          | 3                             | 11,6                            | 104,5                        |
| Жибек жолы сельский округ                         | ст. Жибек жолы         | 288,2          | 5                             | 34,2                            | 118,7                        |
| Иргелинский сельский округ                        | с. Иргели              | 57,4           | 3                             | 29,9                            | 520,9                        |
| Каскелен городской акимат                         | г. Каскелен            | 47,1           | 2                             | 64,5                            | 1369,4                       |
| Первомайский сельский округ                       | с. Б.Ашекеев           | 81,8           | 4                             | 7,8                             | 95,4                         |
| Райымбекский сельский округ                       | с. Райымбек            | 124,4          | 8                             | 39,8                            | 319,9                        |
| Умтылский сельский округ                          | с. Жалпаксай           | 58,6           | 4                             | 16,4                            | 279,9                        |
| Шамалганский сельский округ                       | с. Шамалган            | 77,3           | 2                             | 20,2                            | 261,3                        |
| Прочие земли                                      | -                      | 867,0          | -                             | -                               | -                            |
| Район всего:                                      | г. Каскелен            | 2009,5         | 47                            | 271,0                           | 134,9                        |

## Экономика

### Промышленность
В Карасайском районе действуют 18 промышленных предприятий, крупнейшие из них: АО «Азияагрофуд», АО «ИП „Эфес Казахстан“», ТОО «Кока-Кола Алматы Боттлерс», ТОО «Хамле Компании ЛТД», АО «RG Brands Казахстан», ТОО «Kagazy Recycling». Объём промышленного производства по итогу 2023 года составил 576,1 млрд тенге. В районе производятся безалкогольные напитки, гофрокартон, пиво, мука разных сортов, кондитерские изделия, фармацевтическая продукция, строительные материалы (кирпич, пенопласт, сэндвич-панели, металлоконструкции) и др.

### Сельское хозяйство
В 2023 году объём валовой производства в сельском хозяйстве составил 94,6 млрд тенге, из них 52,6 % — продукция животноводства, 47,4 % — в растениеводстве. Поголовье крупного рогатого скота составило 35 082 головы, овец и коз — 36 910 голов, лошадей — 5 090 голов, свиней — 1 269 голов, домашней птицы — 1 714,2 тыс. голов. Основной специализацией района в растениеводстве является овощеводство. Посевные площади составляли 28,9 тыс. га, из них под зерновыми — 36,5 %.

## Главы
1. Мусаханов Ансар Турсунканович (11.2007-09.2009 годы)
2. Турлашов Ляззат Махатович (2009 по 2011 годы)
3. Дауренбаев Амангелды Айдарович (2011 по 2016 годы)
4. Бигельдиев Махаббат Садвакасович (04.2016-05.2018)
5. Далабаев, Жандарбек Ермекович (с 05.2018 — 23.06.2022)
6. Естенов Жасулан Токкожаевич (август 2022 года -              )